# Csipkerózsika (film, 1959)
A Csipkerózsika (eredeti cím: Sleeping Beauty) 1959-ben bemutatott amerikai rajzfilm, amely Charles Perrault meséje alapján készült. A 16. Disney-film rendezői Clyde Geronimi és Wolfgang Reitherman. Az animációs játékfilm producere Walt Disney. A forgatókönyvet Milt Banta, Winston Hibler, Bill Peet, Erdman Penner, Joe Rinaldi, Ted Sears és Ralph Wright írta, a zenéjét George Bruns szerezte. A mozifilm a Walt Disney Productions gyártásában készült, a Buena Vista Distribution forgalmazásában jelent meg. Műfaja zenés romantikus fantasyfilm.
Amerikában 1959. január 29-én, Magyarországon 1966. július 30-án, új magyar szinkronnal 1995. augusztus 24-én mutatták be a mozikban.

## Cselekmény
Lipót király és felesége régóta szeretnének egy kisgyermeket. Egyszer aztán születik nekik egy kislányuk, akit Hajnalnak neveznek el. Nagy ünnepséget rendeznek, melyre mindenkit meghívnak. Lipót azt tervezi, hogy lányát hozzáadja barátja, Hubert király fiához, Fülöp herceghez és így egyesítik majd a két birodalmat. A meghívottak között van a 3 jó tündér: Flóra, Fauna és Fiona. Az ünnepségen mindhárman átadják ajándékukat. Flóra a szépséggel, Fauna a zene szeretetével ajándékozza meg a gyermeket.
Ekkor hirtelen beállít Demóna, a gonosz tündér, akit nem hívtak meg. Sértődöttségében megátkozza a gyermeket. Az átok szerint, mielőtt lemegy a nap a 16. születésnapján, megszúrja az ujját egy rokka orsójával és meghal. Nagy megdöbbenés követi az átkot, de még hátra van Fiona ajándéka. Elmondja, hogy neki nincs annyi ereje, hogy feloldja az átkot, de enyhíteni tud rajta. Az ő ajándéka szerint, mikor a királylány megszúrja az ujját, nem hal meg, csak elalszik és egy szerelmes csók majd felébreszti.
Lipót király elrendeli, hogy minden rokkát égessenek el. Eközben a 3 jó tündér eltervezi, hogy parasztasszonynak öltöznek és a csecsemőt beviszik az erdőbe és ott egy favágókunyhóban felnevelik, majd a 16, születésnapján visszahozzák szüleihez. A király és a királyné beleegyezik, a tündérek, pedig elviszik a gyermeket az erdőbe.
Ezalatt Demóna mindenfelé keresi a lányt, de sehol sem találja. Végső bánatában elküldi a hollóját, hogy keresse meg ő a lányt. A tündérek ezalatt a kislányt elnevezik Csipkerózsikának és 16 évig emberek módjára élnek. Elkövetkezik Csipkerózsika 16. születésnapja. A tündérek meglepetéssel készülnek. A lány reggel elküldik az erdőbe epret szedni. Miután elmegy elkezdik az előkészületeket: Fauna a tortát, Flóra és Fiona pedig a ruhát kezdi elkészíteni.
Csipkerózsika eközben az erdőben véletlenül összetalálkozik Fülöp herceggel, akibe azonnal beleszeret, majd meghívja estére a kunyhóba. A 3 tündér meglepetései ezalatt nem sikerülnek valami jól, ezért eldöntik, hogy titokban hosszú évek után használják a varázserejüket. Flóra és Fiona között vita alakul ki, a ruha színe miatt. Pálcájukkal folyamatosan változtatják a ruha színét. Ezt észreveszi Demóna hollója, aki pont arrafelé száll. Hamarosan hazaér Csipkerózsika, majd elmondja, hogy találkozott az erdőben egy idegennel és beleszeretett, majd meghívta estére. A tündérek ekkor elmondják, hogy ő valójában hercegnő és nem fogadhatja a fiút, mert őt már rég eljegyezték Fülöp herceggel és, hogy a mai napon vissza kell menniük a kastélyba. A lány ezek hallatára sírva fakad.
A kastélyban Lipót lázasan, aggódva várja leányát, Hubert királlyal együtt. Megérkezik Fülöp, aki elmondja apjának, hogy találkozott egy parasztlánnyal és feleségül szeretné venni, majd elnyargal a kunyhó felé. Hubert királyt megdöbbenti ez a hír. Csipkerózsika és a tündérek ezalatt elindulnak a kastélyba. Ott egy terembe mennek, ahol a lány megint sírva fakad, a tündérek pedig magára hagyják.
Ezután Demóna meghipnotizálja a hercegnőt és egy toronyszobába vezeti, ahol egy rokkának orsójával megszúratja a hercegnő ujját. A tündérek már későn érnek a szobába. Ekkor a lányt a kastély legmagasabb tornyába viszik, ahol ágyba fektetik, és elaltatják az egész kastélyt, amíg Csipkerózsika fel nem ébred. Az éppen elalvó Hubert elmeséli Flórának, hogy fia beleszeretett egy parasztlányba. Ekkor Flóra rájön, hogy Csipkerózsika azzal találkozott, akivel eljegyezték. Mindhárman elindulnak a kunyhóba. Ám ezalatt Demóna foglyul ejtette a herceget és a várába hurcoltatta. A tündérek elindulnak, hogy kiszabadítsák.
A börtönben Demóna elmondja, hogy akivel az erdőben találkozott valójában hercegnő és vele jegyezték el. A tündérek kiszabadítják és elindulnak a kastély felé. Demóna sűrű tüskebozótot varázsol a kastély elé, de a herceg átvágja magát. Ezután sárkánnyá változik, majd megküzd a herceggel. A herceg végül legyőzi, majd a kastélyba megy ahol megcsókolja az alvó hercegnőt és boldogan élnek, míg meg nem halnak.

## Szereplők
| Szereplő      | Eredeti hang                                                                                               | Magyar hang     | Magyar hang                          |
| Szereplő      | Eredeti hang                                                                                               | MOKÉP (1966)    | InterCom (1995)                      |
| ------------- | --- | --------------- | ------------------------------------ |
| Csipkerózsika | Mary Costa                                                                                                 | Tiboldi Mária   | Bertalan Ágnes Kertesi Ingrid (ének) |
| Csipkerózsika | A szőke hajú, lila szemű hercegnő, Lipót király és a királyné lánya.                                       |                 |                                      |
| Fülöp herceg  | Bill Shirley                                                                                               | Németh Sándor   | Csengeri Attila                      |
| Fülöp herceg  | Barna hajú herceg a hűséges lovával, Hubert király fia.                                                    |                 |                                      |
| Demona        | Eleanor Audley                                                                                             | Sennyei Vera    | Tímár Éva                            |
| Demona        | A gonosz tündér, sárkányszarv-hajú boszorkány, aki a hollójával és az ostoba szörnyekkel él a kastélyában. |                 |                                      |
| Flóra         | Verna Felton                                                                                               | Tolnay Klári    | Békés Itala                          |
| Flóra         | A vörös ruhás jótündér.                                                                                    |                 |                                      |
| Fauna         | Barbara Jo Allen                                                                                           | Pap Éva         | Borbás Gabi                          |
| Fauna         | A zöld ruhás jótündér.                                                                                     |                 |                                      |
| Fiona         | Barbara Luddy                                                                                              | Váradi Hédi     | Pálos Zsuzsa                         |
| Fiona         | A kék ruhás jótündér, aki nem szereti a rózsaszínt Csipkerózsika csinos ruháján.                           |                 |                                      |
| Lipót király  | Taylor Holmes                                                                                              | Márkus László   | Izsóf Vilmos                         |
| Lipót király  | Csipkerózsika apja, a királyné férje.                                                                      |                 |                                      |
| Hubert király | Bill Thompson                                                                                              | Csákányi László | Szabó Gyula                          |
| Hubert király | A szomszéd király, Fülöp herceg apja, Lipót király legjobb barátja.                                        |                 |                                      |
| Mesélő        | Marvin Miller                                                                                              | Pálos György    | Perlaki István                       |
| Mesélő        | – |                 |                                      |
| Királyné      | Verna Felton                                                                                               | Tábori Nóra     | Vándor Éva                           |
| Királyné      | Lipót király felesége, Csipkerózsika anyja.                                                                |                 |                                      |
| Hadvezér      | Candy Candido                                                                                              | Garics János    | Zágoni Zsolt                         |
| Hadvezér      | Az ostoba szörnyek vezére, Demona kastélyában.                                                             |                 |                                      |
| Inas          | N/A | N/A             | Bolba Tamás                          |
| Inas          | Lipót király egyik szolgája.                                                                               |                 |                                      |
| Kapitány      | N/A | N/A             | Koroknay Géza                        |
| Kapitány      | Az őrség kapitánya, Lipót király várában.                                                                  |                 |                                      |

## Betétdalok
| Magyar                 | Magyar                        | Magyar                           | Angol                          | Angol                       |
| Dal                    | Előadó                        | Előadó                           | Dal                            | Előadó                      |
| Dal                    | 1966                          | 1995                             | Dal                            | Előadó                      |
| ---------------------- | ----------------------------- | -------------------------------- | ------------------------------ | --------------------------- |
| Főcímdal               | N/A                           | Bergendy-együttes                | Once Upon a Dream (main title) | Chorus                      |
| Éljen soká             | N/A                           | Bergendy-együttes                | Hail to the Princess Aurora    | Chorus                      |
| Szép lesz              | N/A                           | Kertesi Ingrid Bergendy-együttes | The Gifts of Beauty and Song   | Chorus                      |
| Bár tudnám             | Tiboldi Mária                 | Kertesi Ingrid                   | I Wonder                       | Mary Costa                  |
| Hol volt hol nem álmán | Tiboldi Mária Németh Sándor   | Kertesi Ingrid Csengeri Attila   | Once Upon a Dream (reprise)    | Mary Costa Bill Shirley     |
| Fel, Hey               | Márkus László Csákányi László | Izsóf Vilmos Szabó Gyula         | Skumps                         | Taylor Holmes Bill Thompson |
| Aludj szépen           | Bergendy-együttes             | Sleeping Beauty                  | Chorus                         |                             |
| Vége főcímdal          | Bergendy-együttes             | Once Upon a Dream (finale)       | Chorus                         |                             |

## Televíziós megjelenések
Új magyar szinkronnal az alábbi televíziókban vetítették le:
- TV2